# Rhabdomastix (Rhabdomastix) septentrionalis
Rhabdomastix (Rhabdomastix) septentrionalis is een tweevleugelige uit de familie steltmuggen (Limoniidae). De soort komt voor in het Neotropisch gebied.